# Retsløshed
Retsløshed (oldnordisk: rétt(ar)lauss) betegner en tilstand, hvor retssikkerhed ikke forekommer. Retsløshed kan som sådan forekomme i to former:
1. individuel retsløshed,
2. samfundsmæssig retsløshed.

## Individuel retsløshed
Individuel retsløshed optræder, når en person ikke kan få sin ret, ikke nyder almindelig retsbeskyttelse, ingen ret har. I ældre tid var det muligt, at en person ved dom kunne blive erklæret fredløs og dermed retsløs. Vedkommende kunne her efter ikke nyde almindelig rettigheder så som beskyttelse imod overfald og mord, var frataget sin arveret og havde ikke ret til at forsvare sig i en retssag.
I Danmark praktiseres retsløshed sager om overtrædelse af straffelovens § 266 b, idet Højesteret har afgjort, at den anklagede ikke har ret til at føre bevis for den eventuelle rigtighed af fremsatte udtalelser. I Rigsadvokatens Meddelelse nr. 2/2011 (14. september 2011) J.nr. RA-2010-609-0080: "Behandlingen af sager om overtrædelse af straffelovens § 266 b, lov om forbud mod forskelsbehandling på grund af race mv., og sager, hvor der er spørgsmål om anvendelse af straffelovens § 81, nr. 6" hedder det blandt andet:
"Det bemærkes, at anklagemyndigheden under straffesagens behandling i retten bør modsætte sig et eventuelt krav fra tiltalte om at føre bevis for rigtigheden af f.eks. beskyldninger om grov kriminalitet. Der vil i den forbindelse kunne henvises til U2000.2234H, hvor Højesteret tilkendegav, at der ikke havde været grundlag for at give tiltalte adgang til den ønskede bevisførelse, der bl.a. havde til formål at godtgøre, at tiltaltes udtalelser hvilede på videnskabelige undersøgelser." (afgørende passager fremhævet)
Det bemærkes, at ikke blot er der tale om en højesteretsdom. Denne afgørelse er tillige sanktioneret af rigsadvokaten, der direkte opfordrer til at bruge den ved enhver tilsvarende sag.
I skønlitteraturen findes et berømt eksempel på individuel retsløshed: i Franz Kafka: Processen fra 1925, hvor hovedpersonen gennemgår en retssag, hvor han ikke kan få sin forbrydelse oplyst. 

## Samfundsmæssig retsløshed
Samfundsmæssig retsløshed optræder, når samfundet enten ikke er i stand til at sikre almindelig retstilstand (fx ved borgerkrig) eller ikke vedgår sit som samfund påtagne ansvar at sikre retstilstanden. 
Et klassisk eksempel herpå var mordet i Stagsted Hedehus: I årene omkring 1841 boede to familier i Stagsted Hedehus, der udgjorde basis for deres virksomhed. De var kendte som ballademagere, tyveknægte og for at terrorisere omegnen med trusler om vold eller brandstiftelse. På samme tid var Dronninglund Herred plaget af voksende lovløshed uden, at myndighederne gjorde noget for at komme tilstanden til livs. Efter endnu en episode af tyveri besluttede en gruppe bønder selv at foretage forhør af de mistænkte. Vel forsynede med redskaber trængte en gruppe ind i huset, hvor det hurtigt udartede sig til et voldsomt slagsmål, hvorunder flere af beboerne kom dødeligt til skade. I alt 4 døde. Ved en efterfølgende retssag blev bønderne, der havde begået selvtægt, dømt til døden, men siden ophold i Viborg Tugt- og Forbedringshus, for endelig ved Frederik 7.s tronbestigelse at blive benådede. Påfaldende er, at der på åstedet for begivenheden blev opstillet en mindesten med følgende tekst:
"Her lå "asylet" Stagsted Hedehus.
1.11.1841 tog 7 vendelboer: Lars Jensen
Hellum, Lars Jensen Krog Hellum, Peder
Hansen Aunkjøt, Jens Chr. Peder-
sen Stagsted, Anders Pedersen Stagsted
- krænkede i deres retsfølelse -
loven i egen hånd og ihjelslog
husets lovløse beboere."
En kommissionsundersøgelse af omstændighederne omkring lovløsheden viste, at ikke mindre end 170 personer fra alle samfundslag havde været indblandede, dels i direkte tyveri, hælerivirksomhed og afpresning. Aalborg Stifttidende citerede under sagen en "højtstaaende embedsmand i København" for at have udtalt, at Vendsyssel ligger "norden for lands lov og ret".